# شركة شرق الدلتا لإنتاج الكهرباء
شركة شرق الدلتا لإنتاج الكهرباء هي شركة حكومية لإنتاج الكهرباء، وتابعة للشركة القابضة لكهرباء مصر.

## عن الشركة
شركة شرق الدلتا لإنتاج الكهرباء هي شركة مساهمة مصرية تأسست طبقاً لأحكام القوانين السارية في مصر، وهي إحدى الشركات التابعة للشركة القابضة لكهرباء مصر ويسري عليها أحكام قانون شركات المساهمة وشركات التوصية بالأسهم والشركات ذات المسئولية المحدودة الصادر بالقانون رقم 159 لسنة 1981 ولائحته التنفيذية وقانون سوق رأس المال الصادر بالقانون رقم 95 لسنه 1992 ولائحته التنفيذية، وذلك فيما لا يتعارض مع أحكام القانون رقم 164 لسنه 2000 بتحويل هيئة كهرباء مصر إلى شركة مساهمة مصرية، وطبقاً للنظام الأساسي المنشور بالوقائع الرسمية في 23 أبريل 2007 بالعدد 91.
يبلغ رأس مال الشركة رأس مال الشركة 532.830 مليون جنيه وجميع أسهم الشركة مملوكة للشركة القابضة لكهرباء مصر.
يمتد النطاق الجغرافي لعمل الشركة في محافظات بورسعيد، الإسماعيلية، السويس، شمال سيناء، جنوب سيناء، البحر الأحمر، ودمياط.

## أهداف الشركة
- إنتاج الطاقة الكهربائية من محطات توليد الكهرباء الحرارية التابعة لها.
- إدارة وتشغيل وصيانة محطات توليد الكهرباء التابعة لها، وتنفيذ عمليات الإحلال والتجديد اللازمة لهذه المحطات.
- بيع الطاقة الكهربائية المنتجة من محطات التوليد التابعة لها إلى الشركة المصرية لنقل الكهرباء، وكذلك إلى شركات توزيع الكهرباء بالنسبة للطاقة المرسلة على الجهود المتوسطة.
- تنفيذ المشروعات الخاصة بإنتاج الطاقة الكهربائية من المحطات الحرارية.
- القيام بأعمال الدراسات والبحوث في مجال نشاط الشركة.
- القيام بأية أعمال أو أنشطة أخرى مرتبطة أو مكمله لغرض الشركة.
- القيام بما يعهد به الغير للشركة من أعمال تدخل في نشاطها بما يحقق عائد اقتصادي للشركة.

## المشروعات
- مشروع محطة كهرباء السويس الحرارية
- مشروع محطة كهرباء العين السخنة
- مشروع تحويل محطة الشباب للعمل بنظام الدورة المركبة
- مشروع تحويل محطة غرب دمياط بنظام الدورة المركبة

## الإنتاج
تبلغ إجمالي القدرات المركبة بالشركة 5897.7 ميجاوات.

## محطات الشركة
يبلغ عدد محطات التوليد الحرارية التابعة للشركة 13 محطة:
1 محطة دورة مركبة (دمياط)،
4 محطات بخارية (عتاقة – عيون موسى – ابوسلطان – العريش)،
7 محطات غازية (بورسعيد الغازية – الشباب الغازية – الشباب الغازية الجديدة - دمياط الغازية الجديدة - غرب دمياط الغازية - شرم الشيخ – الغردقة)،
1 محطة ديزل (السلام)، وكذلك المساعيد ( الغازية)

## وصلات خارجية
- http://www.cairoepc.com/index.html